# Венчание

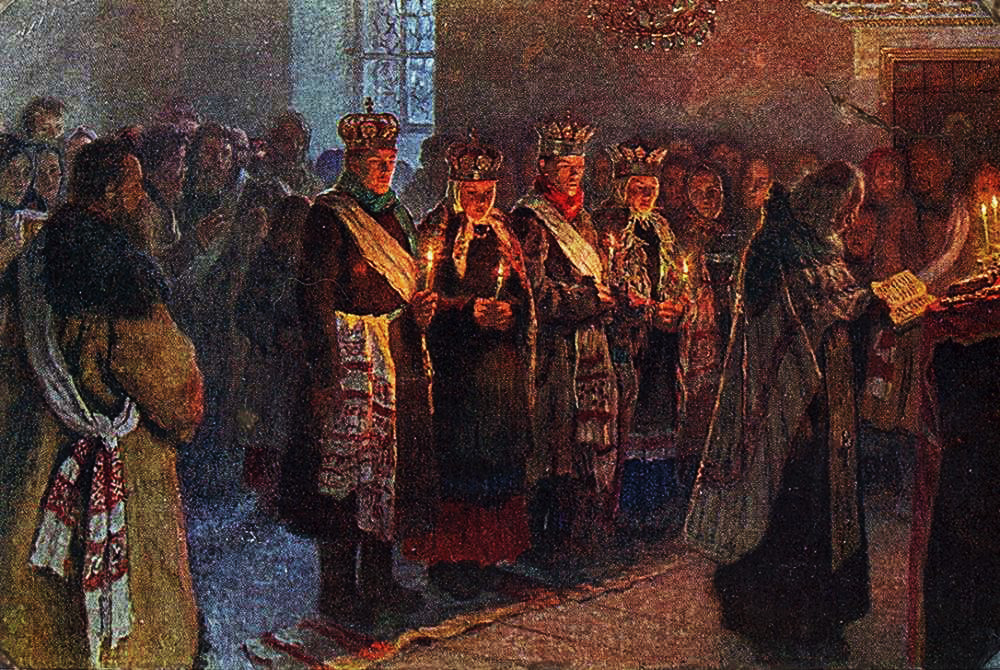
Н. П. Богданов-Бельский. «Венчание» (1904)

Венча́ние — главная часть чина церковного благословения брака у православных и нехалкидонитов. В католицизме венчание брака — церковный обряд, посредством которого совершается таинство брака. Название обусловлено тем, что на головы вступающих в брак возлагают венцы.
В традиционной культуре славян — один из кульминационных этапов свадебного обряда, оформляющих брак, наряду с обручением, брачной ночью. В славянских странах используют металлические венцы, иногда — из драгоценных металлов, в греческой традиции используются гирлянды цветов, иногда искусственных.
«Развенча́нием» называется объявление недействительным брачного союза, совершённого по церковному обряду.

## Происхождение таинства
В дохристианской Греции был широко распространён обычай украшать вступающих в брак цветами, а их головы — венками. Христианская церковь восприняла этот обычай, «очистив от языческих атрибутов и дополнив христианскими элементами, главный из которых — Причащение Святых Таин». Христианские авторы I—II веков не оставили сообщений о том, как христиане вступали в брак, что даёт основание полагать, что они, по крайней мере отчасти, заключали браки «согласно обычаям окружавшего их общества».
В начале II века чин церковного брака ещё не был разработан. Тертуллиан упоминал об участии христиан в обручении и бракосочетании по римской античной церемонии. «К IV веку совершение литургии в связи с заключением брака стало распространённой практикой». Церковные чины бракосочетания начали складываться в это же время. «Основу этих чинов составляют собственно христианские элементы, в первую очередь Евхаристия и священническое благословение, но употребляются также обряды, унаследованные от ветхозаветных и античных времён», к числу которых относятся «вручение невесте брачных даров, соединение правых рук жениха и невесты, ношение невестой особых одежд или покрывала, надевание на жениха и невесту венков, брачный пир, шествие новобрачных в их дом, пение гимнов во время шествия и по прибытии в дом». О надевании венков сообщал ещё Тертуллиан, который не одобрял традицию надевания венков при совершении таинства бракосочетания как заимствованную у язычников. При этом венец (венок) как христианский символ, взятый из античного мира, был присущ христианству с самых ранних времён — этот символ встречается уже в текстах Нового завета (I век н. э.) — в том числе в Посланиях апостола Павла (см., напр., 1 Кор. 9:25, 2 Тим. 4:8 и ряд др. мест).
Лишь к концу IV века обряд венчания брака получил христианское осмысление, однако святитель Григорий Богослов упоминает о нём всего лишь как об общепринятом обычае. Но уже святитель Иоанн Златоуст даёт высокую оценку венчанию на брак и толкует его «как символ победы молодожёнов над похотью».
Кто был целомудренным до брака, тот тем более останется таким после брака. Напротив, кто до брака научился любодействовать, тот и после брака станет делать то же самое. "Блуднику", – говорится, – "сладок всякий хлеб" (Сир. 23:23). Для того и возлагаются на головы венцы, – в знак победы, что они, не будучи побеждены, вступают в брачный чертог, – что они не были одолены похотью. Если же кто, увлеченный сладострастием, предался блудницам, то для чего после этого он имеет и венец на главе, когда он побежден?.
К концу V века в Восточном христианстве брачное венчание христиан становится обычным. На Западе в это же время венчанию брака соответствует обряд «velatio». В последующем церковный чин вступления в брак на Западе развивался иначе, чем на Востоке, «и венчание не стало основным его обрядом».
Народный обряд венчания был христианами переосмыслен, но далеко не сразу он стал частью церковного благословения брака. Вероятно, в первое время венчание стало обязательной частью церковного чинопоследования лишь при бракосочетании византийских императоров, а также высокопоставленных чиновников. Подробное описание церемонии состоявшегося в 582 году бракосочетания императора Маврикия показывает, что «в VI веке среди простых людей обряд брачного венчания ещё был связан не с церковным чином, а с праздничной трапезой».

## Особенности венчания

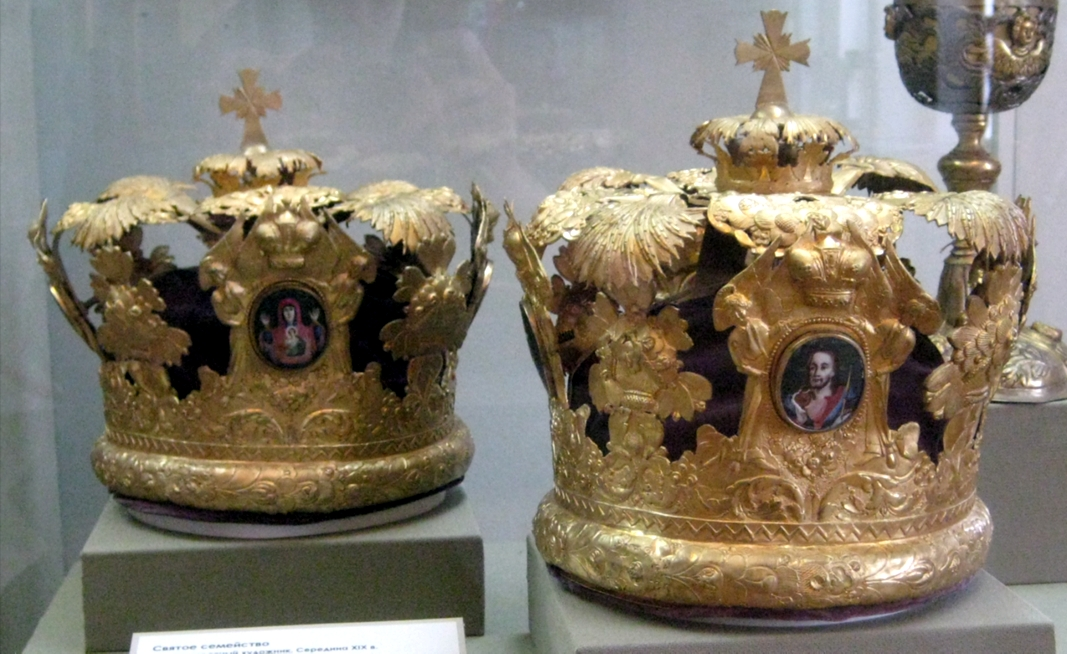
Церковные венцы XIX века

### Время совершения венчания
Таинство брака может совершаться только в разрешённые дни.

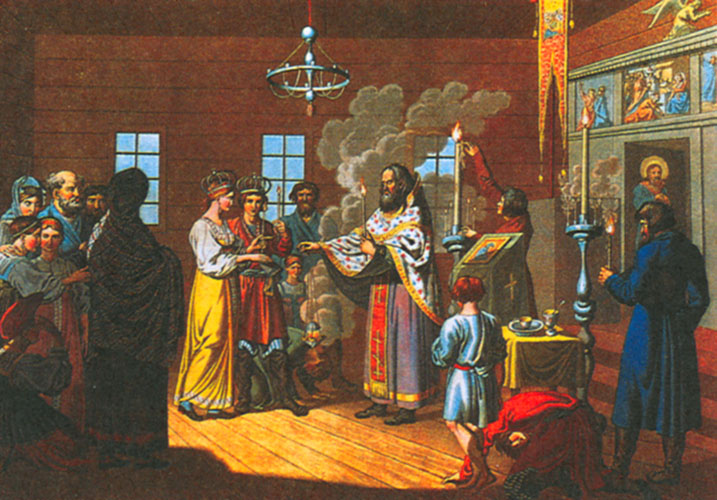
Русская православная свадьба. Гравюра 1812 года

Канонически (Гл. 50 Номоканона) не позволяется венчать браки в следующие дни и периоды:
1. От Недели Мясопустной (то есть от предпоследнего воскресенья перед Великим постом), весь Великий пост, на саму Пасху и до Недели Фоминой (1-го воскресенья после Пасхи);
2. во весь Петров пост;
3. во весь Успенский пост;
4. во весь Рождественский пост вместе со днями Рождественских святок, то есть вплоть до Крещения Господня 6 (19) января;
5. во вторник и в четверг, то есть накануне однодневных постов среды и пятницы;
6. в канун воскресных дней, двунадесятых и других великих праздников, храмовых (престольных праздников);
7. по практике в синодальную эпоху также: в канун Николина дня (9 мая), московской Казанской иконы (22 октября) и преставления Иоанна Богослова (26 сентября; все даты по юлианскому календарю);
8. в самые дни праздников Усекновения главы Иоанна Предтечи и Воздвижение Креста Господня;
9. в ночное время суток.

Однако правящий епископ вправе разрешить совершить венчание и в то время, в которое устав обычно запрещает совершать его. Если же, в нарушение всех правил, священник совершит венчание в запретное время — то оно постфактум всё равно будет признано действительным. В царской России между помолвкой и венчанием производился «брачный обыск».

### Чинопоследование таинства
Порядок совершения церковного обряда таинства брака находится в требнике. Церковное бракосочетание в христианстве состоит из трёх основных обрядовых форм:
1. Обручение (помолвка) — это древняя сторона церковного брака, восходящая к ветхозаветной церкви. С 1775 года в Русской церкви обручение совершается в одно время с венчанием, исключение делалось для лиц императорской фамилии;
2. Венчание (основная часть) — собственно само возложение венцов на вступающих в брак — есть символ их победы над плотью[11];
3. Распитие общей чаши — напоминание о том, что всё в жизни христианина, в том числе и брачный союз, освящается причащением Телу и Крови Христовым. Соответственно брачный пир имеет образ раннехристианской Агапы — «Вечери любви»[11].

После́дование быва́емое о обруче́нии:
По Боже́ственной литурги́и, свяще́ннику стоя́щу в святи́лищи, предстоя́т хотя́щии спряга́тися пред святы́ми две́рьми: му́ж у́бо одесну́ю, жена́ же ошу́юю. Лежа́т же на десне́й стране́ святы́я трапе́зы пе́рстни и́х два́, златы́й и сре́бряный, сре́бряный у́бо уклоня́яся к десны́м, златы́й же к ле́вым, бли́з дру́г дру́га. Свяще́нник же назна́менует главы́ новоневе́стных три́жды, и дае́т и́м свещы́ возже́нны, и вве́д я́ вну́трь хра́ма, кади́т крестови́дно, и глаго́лется от диа́кона: Благослови́ влады́ко...
Следует мирная ектения с добавлением особых прошений и две небольшие молитвы священника с возгласами. Священник идёт в Алтарь, где берёт на блюде кольца, освящённые на Престоле, возвращается в притвор к брачующимся и золотой перстень и надевает мужу на безымянный палец правой руки со словами:
Обруча́ется ра́б Бо́жий (имя жениха), рабе́ Бо́жией (имя невесты), во и́мя Отца́, и Сы́на, и Свята́го Ду́ха, ами́нь.
Жене же священник надевает серебряное кольцо произнося:
Обруча́ется раба́ Бо́жия (имя невесты), рабу́ Бо́жию (имя жениха), во и́мя Отца́, и Сы́на, и Свята́го Ду́ха, ами́нь.
При этих возгласах священник кольцами трижды крестообразно осеняет головы обоих молодожёнов и налага́ет я́ на десны́х и́х пе́рстех. Свидетели- восприе́мники изменя́ют пе́рстни новоневе́стных. И, наконец, в третий раз брачующиеся сами между собой обмениваются кольцами.
После третьей молитвы, более продолжительной, сугубая ектения с возгласом. Затем полагается отпуст, но обычно сразу же следует шествие на венчание из притвора на середину храма. Священник с кадилом торжественно ведёт взявшихся за покрываемые епитрахилью ру́ки брачующихся с пением стихов Пс. 127 и повторяющегося запева к ним:
Сла́ва, сла́ва, сла́ва тебе́ Бо́же на́ш, сла́ва тебе́ Бо́же на́ш, сла́ва тебе́ Бо́же на́ш, сла́ва тебе́.
Здесь, после поучительного слова о тайне супружества и богоуго́дного честного жи́тельства перед святым Крестом и Евангелием венчающиеся, стоя на рушнике, публично клянутся в верности друг другу:
Иерей вопрошает жениха: Имеешь ли (имя жениха) произволе́ние благо́е и непринужде́нное, и кре́пкую мы́сль, взять себе́ в жену́ эту (имя невесты), которую зде́сь пред собо́ю ви́дишь?
И жених отвечает: Име́ю, честны́й о́тче. (Здесь можно ответить утвердительным «Да!» )
Иерей продолжает: Не обеща́лся ли друго́й неве́сте?
Жених: Не обеща́лся, честны́й о́тче. (Можно ответить отрицательным «Нет!» )
Иерей теперь обращается к невесте: Имеешь ли произволе́ние благо́е и непринужде́нное, и тве́рдую мы́сль, взять себе́ в му́жа сего́ (имя жениха), его́же пред тобо́ю зде́сь ви́дишь?
Невеста отвечает: Име́ю, честны́й о́тче. (Можно ответить утвердительным «Да!» )
Иерей: Не обеща́лась ли друго́му му́жу?

Невеста: Не обеща́лась, честны́й о́тче. (Можно ответить отрицательным «Нет!» )
Получив нужные ответы брачующихся, священник начинает венчание возгласом Божественной Литургии:
Благослове́нно Ца́рство Отца́ и Сы́на и Свята́го Ду́ха, ны́не и при́сно и во ве́ки веко́в.
Далее следует:
- Мирная ектения с добавлением особых прошений[13];
- Возглас священника;
- Три молитвы священника с возгласами;

Затем священник водружает венец на жениха со словами:
Венча́ется ра́б Бо́жий (имя жениха), рабе́ Бо́жией (имя невесты), во и́мя Отца́, и Сы́на, и Свята́го Ду́ха, ами́нь.
Так же венчает и невесту:
Венча́ется раба́ Бо́жия (имя невесты), рабу́ Бо́жию (имя жениха), во и́мя Отца́, и Сы́на, и Свята́го Ду́ха.
И троекратно благословляет новобрачных словами:
Го́споди, Бо́же наш, сла́вою и че́стию венча́й я.
Поскольку в церк.-слав. ѧ — винительный падеж местоимения «они́», то на современный русский язык эта фраза может быть переведена:

Го́споди, Бо́же наш, сла́вою и че́стью венча́ешь их!.
Эти слова имеют Тайносовершительное значение в чинопоследовании венчания, а положением венцов на головы венчающихся человек прославляет царя творения, так как семья, по христианским воззрениям, является образом малой церкви, и на всю последующую жизнь новобрачные становятся друг для друга царём и царицей. Кроме того, венчание символически выражает чествование мучеников, так как путь к Богу — это путь Христа, а значит, распятие в себе «ветхого человека», преисполненного греха, эгоизма и похоти. Новобрачные обязуются перед Богом блюсти целомудрие супружества, прежде всего отсутствие прелюбодейных помыслов, потому как грех прелюбодейства рождается в сердце.
Муж и жена в браке, по мнению христиан, навечно становятся одной плотью (если не разрушат таинство единения грехом прелюбодеяния), а также несут обоюдную ответственность за сохранность брачного союза, потому как по словам Иисуса Христа:
И сказал: посему оставит человек отца и мать и прилепится к жене своей, и будут два одною плотью, так что они уже не двое, но одна плоть. Итак, что Бог сочетал, того человек да не разлучает. (Мф. 19:5-6)... 
но Я говорю вам: кто разведётся с женою своею не за прелюбодеяние и женится на другой, тот прелюбодействует; и женившийся на разведённой прелюбодействует. (Мф. 19:9)
Чтец и хор попеременно поют прокимен:
Положи́л еси́ на глава́х и́х венцы́, от ка́меней честны́х, живота́ проси́ша у тебе́, и да́л еси́ и́м.
- Читается 230-е зачало Апостола (Еф. 5:20—33);
- За ним 6-е зачало Евангелия от Иоанна (Ин. 2:1—11);
- Сугубая ектения;
- Краткая молитва;
- Просительная ектения;
- Поётся молитва Господня «О́тче наш…»;
- Главопреклоне́нной молитвой благословляется «Общая чаша», которая трижды подаётся пить мужу и жене.
- Затем священник соединяет ру́ки молодожёнов (иногда связывает их рушником, на котором они до этого момента стояли), покрывает епитрахилью и вместе со свидетелями троекратно водит их вокруг аналоя с Евангелием и праздничной иконой. При этом хор поёт тропари:

Иса́ие лику́й, Де́ва, име́ во чре́ве, и роди́ Сы́на емману́ила, Бо́га же и челове́ка, восто́к и́мя ему́: его́же велича́юще, Де́ву ублажа́ем.
Святи́и му́ченицы, до́бре страда́льчествовавшии, и венча́вшиися, моли́теся ко Го́споду поми́ловатися душа́м на́шым.

Сла́ва тебе́ Христе́ Бо́же, апо́столом похвало́, му́чеников ра́дование, и́хже про́поведь, Тро́ица единосу́щная.
Иногда в этом месте вставляются две молитвы на разрешение венцов в восьмой день (некоторые священники читают эти молитвы в самом конце перед отпустом, или вообще не читают).
Снимая венец с жениха, священник произносит:
Возвели́чися женише́ я́коже Авраа́м, и благослови́ся я́коже Исаа́к, и умно́жися я́коже Иа́ков, ходя́й в ми́ре, и де́лаяй в пра́вде за́поведи Бо́жия.
С невесты венец снимается со словами:
И ты́ неве́сто, возвели́чися я́коже Са́рра, и возвесели́ся я́коже Реве́кка, и умно́жися я́коже Рахи́ль, веселя́щися о свое́м му́же, храня́щи преде́лы зако́на, зане́ та́ко благоволи́ Бо́г.
Следуют две небольшие молитвы и отпуст с вводной фразой.
После окончания венчания священник ведёт новобрачных на Амвон, где они целуют иконы Спасителя и Божией Матери при открытых Царских вратах, благословляет венчавшихся свадебными иконами, поздравляет их, вручает им «Свидетельство о венчании», ещё раз говорит наставление к семейной жизни и разворачивает молодожёнов к собравшимся, чтобы перед всеми первый раз поцеловались и принимали поздравления от своих родственников и знакомых. Затем коллективная фотография с батюшкой на фоне открытых царских врат. Свадебную процессию при выходе из храма сопровождает колокольный звон.

### Поручители
Если во время венчания венцы надеты непосредственно на головы жениха и невесты, то после завершения венчания священник снимает их с голов супружеской па́ры, а принимают венцы восприемники при браке, или свидетели. Восприемники при браке являются молитвенными хранителями этого брака, духовными наставниками, поэтому «должны быть православными и боголюбивыми».
В Российской империи, когда церковный брак обладал законной гражданской и юридической силой, венчание православных христиан обязательно совершалось при поручителях — в просторечии их называли дружка, подружие или шафер, а в богослужебных книгах (требниках) — восприемники. Поручители подтверждали своими подписями акт венчания в метрической книге; они, как правило, хорошо знали жениха и невесту, поручались за них. Поручители принимали участие в обручении и венчании, то есть во время обхождения женихом и невестой вокруг аналоя удерживали венцы от падения.
Теперь поручители (свидетели) могут быть или же не быть — по желанию вступающих в брак.

### Иные чины церковного брака
В Русской православной церкви существует три чина совершения чинопоследования брака:
1. Последование великого венчания (Гл. 16 — 19 Большого Требника[18]) — когда оба или один из брачующихся лиц вступают в брак в первый раз;
2. Последование о второбрачном (Гл. 21) — когда оба венчающиеся вступают в повторный брак. В этом случае венцы на головы брачующихся уже не всегда возлагаются, а в чинопоследовании звучат не только радостные, но и покаянные мотивы[19];
3. Последование церковного освящения союза супругов, проживших вместе много лет.

## Славянские традиции
В прошлом[когда?] славянский обряд венчания включал и некоторые народные обряды, в том числе совершавшиеся в другие моменты свадьбы — соединение молодых (связывание рук, обмен кольцами, отдельное угощение и совместная еда и питьё). Обходу молодых вокруг аналоя в церкви в народном обряде соответствовал их обход (см. посолонь и противосолонь) вокруг стола (или печи, колодца, дуба, дома, амбара и др.) на свадьбе у невесты или по приезде к жениху; вставанию на подножник, на пояс перед алтарём, соответствовало благословение родителями на кожухе или на поясе; брачным венцам — венок свадебный.
Ряд ритуальных действий символизировал соединение жениха с невестой и скрепление брачных уз. Отправляясь к венчанию, в пути или при входе в церковь молодые шли, схватившись за концы платка (украинцы, нижегородцы, архангелогородцы), рушника (гродненцы), со связанными вместе руками (кубанцы). Одновременно переступали церковный порог, чтобы быть неразлучными (добруджцы), одновременно крестились, «чтобы жить любовнее», и разом задували свечи, чтобы жить и умереть вместе (русские). Во время венчания священник набрасывал на них плат (гуцулы, македонцы), соединял (лужичане) или связывал руки платком, рушником (украинцы, белорусы, сербы), двумя веночками со свадебного деревца (тарнобжегцы), у алтаря соединяли (поляки) или сталкивали молодых головами (македонцы). Молодые вставали на один расстеленный подножник (восточные славяне, поляки), на одну половицу (пермяки), на вытканный невестой красный пояс (белорусы). В конце венчания молодые обходили алтарь, держась за платочки (мазовшане), невеста пряталась за алтарь, откуда её выводили «дружбы» (дружки) и вручали жениху (поляки); молодым давали по половине разломанного бублика (тарнобжегцы), калача и яблока (словаки). Выходя из церкви, молодые переступали через замо́к, который замыкали и бросали в реку, «щоб життя молодих було навіки замкнуте» (днепряне).

## Венчание на царство
Коронация православных государей России, Болгарии, Греции, Румынии, Сербии, Грузии называлась Венчанием на царство. Кровавые потрясения XX века уничтожили и заменили последние православные монархии социалистическими или демократическим правительствами, при которых было запрещено церковное Венчание на царство.